# Romances de terre et d'eau
Pour plus de détails, voir Fiche technique et Distribution.
Romances de terre et d'eau est un film franco-brésilien réalisé par Jean-Pierre Duret et Andrea Santana, sorti en 2001 et en salles en France le 20 novembre 2002.
Ce premier film de Duret et Santana inaugure une trilogie — avec Le Rêve de São Paulo (2005) et Puisque nous sommes nés (2009) — que les réalisateurs ont consacrée aux habitants du Nordeste brésilien, filmant leur misère, leur désarroi, mais également leur dignité, leur résistance, leurs rêves, leur poésie et la formidable pulsion de vie qui les anime. Filmant à deux, pendant de longues semaines, avec le souci constant de la "bonne distance" qui écarte d'emblée tout misérabilisme, ils visent dans leurs personnages, dans leur rapport à la terre, ce qui constitue l'Universel de la condition humaine.

## Synopsis
Romances de terre et d'eau est un film conçu pour un chœur de 14 personnages adultes et 6 enfants, chacun se reconnaissant aussi dans l'écho de la parole des autres. Pas de lamentation ni de reproches, les personnages du film ne se plaignent pas, ils sont lucides. Par la voix mais aussi par la musique, la poésie, les danses et les créations à base d'argile, ils racontent la fragilité de tous les instants, les couples qui s'aiment, la sécheresse, le propriétaire, les rêves, la culture, les animaux, le futur pour les enfants, le prix des choses, l'argent, et la terre.
Pour eux, la terre est comme une amoureuse, elle est leur propre peau.

## Fiche technique
- Titre original : Romances de terre et d'eau
- Réalisation : Jean-Pierre Duret et Andrea Santana
- Image et son : Jean-Pierre Duret
- Production : Jean-Pierre et Luc Dardenne, Robert Guédiguian, Patrick Sobelman
- Sociétés de production : Ex nihilo, Dérives Productions, Polyson, R.T.B.F.
- Société de distribution : Documentaire sur Grand Écran
- Montage : Monique Dartonne
- Montage son : Roman Dymny
- Mixage : Francis Wargnier
- Traduction : Andrea Santana, Dominique Dreyfus
- Langue : portugais
- Format : 35 mm – Couleurs – 4/3 – Son Dolby
- Durée : 78 minutes (1h18)
- Dates de sortie :  France 20 novembre 2002

(il existe également une version de 52 minutes pour la télévision)

## Versions DVD
- Les films Romances de terre et d'eau et Le Rêve de São Paulo sont édités en un DVD duo par les éditions Montparnasse.
- Un coffret de deux DVD comprenant les films Romances de terre et d'eau, Le Rêve de São Paulo, Puisque nous sommes nés et Un beau jardin, par exemple, ainsi qu'une interview des réalisateurs et un livret de 16 pages est publié par Documentaire sur grand écran (sortie le 30 avril 2011).

## Autour du film

### Poésie
Le poète Patativa do Assaré apparaît à plusieurs reprises dans le film, récitant des extraits de son œuvre :
- Autobiografia
- A Morte de Nanã
- A Lição do Pinto
- Defendendo os Sem Terra
- No Terreiro da Choupana

### Musique
La bande son du film est constituée de :
- Jatoba (par Siba)
- Forró de primeira (par Helder Vasconcelos et Heleno dos 8 baixos)
- Musiques de la Banda Cabaçal São João Batista (Juazeiro do Norte - Ceará)
- Benjaab (par Siba et Lenine)
- Cio da terra (par Milton Nascimento et Chico Buarque de Hollanda)